# Napomyza montanoides
Napomyza montanoides este o specie de muște din genul Napomyza, familia Agromyzidae, descrisă de Spencer în anul 1981.
Este endemică în California. Conform Catalogue of Life specia Napomyza montanoides nu are subspecii cunoscute.